# Luchthaven Liên Khương
De luchthaven Liên Khương (Vietnamees: Sân bay Liên Khương) is een luchthaven ten zuiden van de stad Đà Lạt in de provincie Lâm Đồng in de Tây Nguyên (Centrale Hooglanden) van Vietnam. De luchthaven ligt 28 km van de binnenstad. De nieuwe terminal werd voltooid in december 2009. De luchthaven verzorgt vanaf 2010 internationale vluchten.